# Hua Bum
Hua Bum là một xã thuộc huyện Nậm Nhùn, tỉnh Lai Châu, Việt Nam.

## Địa lý
Xã Hua Bum nằm ở phía bắc huyện Nậm Nhùn, có vị trí địa lý:
- Phía đông giáp xã Nậm Ban
- Phía tây giáp các xã Pa Vệ Sủ, Bum Nưa, và Vàng San, huyện Mường Tè[2][3]
- Phía nam giáp các xã Mường Mô, Nậm Hàng và Nậm Pì[2][3]
- Phía bắc giáp trấn Kim Thủy Hà (金水河)[4] huyện Kim Bình, châu Hồng Hà, Vân Nam, Trung Quốc.[5][6]

Xã Hua Bum có diện tích 260,65 km², dân số năm 2012 là 1.505 người, mật độ dân số đạt 6 người/km². Dân số xã năm 2015 là 1.942 người.

## Lịch sử
Đầu thế kỷ XX, thời Pháp thuộc, Hua Bum nằm trong khu Mường Boum châu Quỳnh Nhai tỉnh Lai Châu xứ Bắc Kỳ, Liên bang Đông Dương thuộc Pháp. Khu Mường Boum châu Quỳnh Nhai khi đó gồm các xã: Ban Nam Cao (扳南高, nay thuộc xã Hua Bum), Ta Tung (馱蹤, tức Ta Leng Po, nay thuộc Hua Bum), Ban Na Trát (扳那扎, nay thuộc Bum Nưa), Mường Boum, Mường Mò (猛摸, nay là Mường Mô).
Trước đây, xã Hua Bum thuộc huyện Mường Tè. Ngày 2 tháng 11 năm 2012, xã chuyển sang trực thuộc huyện Nậm Nhùn mới thành lập.